# Joaquín Fernández Moreno
Joaquín Fernández Moreno ou plus simplement Joaquín, né le 31 mai 1996 à Huércal de Almería en Espagne, est un footballeur espagnol évoluant au poste de défenseur central ou de milieu défensif au Sporting Kansas City.

## Biographie

### UD Almeria
Né à Huércal de Almería dans la province d'Almería en Espagne, Joaquín Fernández Moreno est formé par l'UD Almeria. En 2013, à 17 ans, il fait un essai au Liverpool FC, où il s'entraîne avec les moins de 18 ans mais il retourne ensuite à Almeria. Il joue son premier match avec l'équipe première du club le 14 octobre 2015, en coupe d'Espagne contre le Gimnàstic Tarragone. Il est titulaire lors de ce match remporté par deux buts à un par son équipe. Le 1er décembre 2016, il prolonge son contrat avec Almeria jusqu'en 2021, et est définitivement promu en équipe première.

### Real Valladolid
Le 31 août 2018 Joaquín Fernández Moreno rejoint le Real Valladolid, tout juste promu en Liga, avec qui il signe un contrat courant jusqu'en 2023. Il joue son premier match sous ses nouvelles couleurs le 31 octobre 2018, lors d'un match de coupe d'Espagne face au RCD Majorque où il est titularisé. Son équipe s'impose par deux buts à un ce jour-là. Le 25 novembre 2018 il joue son premier match de Liga, lors d'une défaite face au Séville FC (1-0). Le 19 avril 2019 il inscrit son premier but pour le club, face au Deportivo Alavés, en championnat (2-2).

### Trabzonspor
Le 30 juin 2023, Joaquín Fernández Moreno rejoint la Turquie en s'engageant en faveur de Trabzonspor. Il signe un contrat de deux ans, soit jusqu'en juin 2025.

### En sélection
Joaquín Fernández représente l'équipe d'Espagne des moins de 17 ans de 2012 à 2013, jouant un total de six matchs.